# Mixed raster content
Pour les articles homonymes, voir MRC.

Le Mixed raster content ou MRC (traduction littérale, contenu de trame mixte) est une méthode de compression d'image qui contiennent à la fois du texte et des éléments à tons continus. Cette méthode utilise une segmentation de l'image pour améliorer le niveau de compression et la qualité de l'image rendue. En décomposant l'image en segments avec différents niveaux de compressibilité, l'algorithme de compression le plus efficace et le plus précis peut être utilisé pour chaque segment.
En général, le mixed raster content est enregistré dans un format de données hybride qui prend en charge des langages de balisage tels que Extensible Markup Language (XML), permettant de stocker dans un même fichier de multiples images et les directives pour bien les rendre.